# Янссен, Пол
Пол Адриан Янссен (полное имя Пол Адриан Ян Барон Янссен; 12 сентября 1926, Тюрнхаут, Бельгия — 11 ноября 2003, Ватикан, Рим, Италия) — бельгийский учёный и бизнесмен, биохимик, химик-фармаколог, основатель фармацевтической компании Janssen Pharmaceutica, барон, доктор медицины, почётный профессор Университета Павии, лауреат Премии Шееле, изобретатель галоперидола и фентанила. За это открытие номинировался Университетом Павии на Нобелевскую премию, но не вошёл в шорт-лист номинантов премии.

## Биография
Пол Янссен был сыном Константа Янссена и Маргриет Флиркерс. 16 апреля 1957 года он женился на Доре Артс.
Он учился в средней школе в иезуитском колледже Святого Иосифа в Тюрнхауте, после чего он решил пойти по стопам своего отца и стать врачом. Во время Второй мировой войны Янссен изучал физику, биологию и химию в Facultés universitaires Notre-Dame de la Paix (FUNDP) в Намюре. Затем он изучал медицину в католическом университете Левена и университете Гента. В 1951 году Янссен окончил медицинский факультет Гентского университета.
Во время службы в армии он работал в Кельнском университете в Германии в Институте фармакологии им. Дж. Шуллера, где работал до 1952 года. После возвращения в Бельгию он работал неполный рабочий день в Институте фармакологии и терапии (Университет Гент) профессора Корнеля Хейманса, который получил Нобелевскую премию по медицине в 1938 году. Янссен основал свою собственную исследовательскую лабораторию в 1953 году, получив кредит в 50 000 бельгийских франков от своего отца.
В 1956 году Янссен получил свидетельство о высшем образовании по фармакологии (аббревиатура и официальное провенедиа легенды (лат. Для разрешения на лекцию)) с диссертацией по соединениям типа R 79. Затем он покинул университет и в 1956 году основал компанию, которая стала Janssen Pharmaceutica.
Пол Янссен умер в Риме, Италия, в 2003 году, когда присутствовал на праздновании 400-летия основания Папской академии наук, членом которой он был с 1990 года. Его пережила его вдова Дора Артс Янссен, двое сыновей, три дочери и 13 внуков.

## Основные научные достижения
В 1953 году он также обнаружил свой первый препарат амбуцетамид, спазмолитик, который оказался особенно эффективным для облегчения менструальной боли.
11 февраля 1958 года он сделал галоперидол крупным прорывом в лечении шизофрении. Пол Янссен и его команда разработали семейство фентаниловых лекарств и многие другие препараты, связанные с анестезией, такие как дроперидол и этомидат, которые внесли значительный вклад в анестезиологию. Один из препаратов, которые он разработал для лечения диареи, дифеноксилат (Lomotil), использовался во время программы Apollo. В 1985 году его компания была первой западной фармацевтической компанией, основавшей фармацевтическую фабрику в Китайской Народной Республике (Сиань). В 1995 году он основал Центр молекулярного дизайна, вместе с Полом Леви, где он и его команда  использовали суперкомпьютер для поиска молекулы-кандидаты, чтобы найти лечение от СПИДа.
Янссен и учёные из Янссен Фармацевтика обнаружили более 80 новых лекарств. Четыре его лекарства включены в список основных лекарственных средств ВОЗ; это абсолютный мировой рекорд. Большинство лекарств, которые он и его команды разработали, предназначались для медицины человека и используются для лечения заражений грибами и червями, психическими заболеваниями, сердечно-сосудистыми заболеваниями, аллергией и желудочно-кишечными расстройствами.